# Andressa Urach
Andressa Urach (ur. 11 października 1983 w Ijuí) – brazylijska modelka, osobowość telewizyjna i tancerka, znana z reality show telewizji RecordTV, pt. A Fazenda, w którym występowała w 2013 roku. Jej konto na Instagramie ma 2,8 mln obserwujących, a na Facebooku około 900 tys.. 
W sierpniu 2015 roku wydała swoją autobiografię Morri para viver („Umarłam, by żyć”), w której opowiada o swoim nawróceniu i która we wrześniu tego samego roku zajęła pierwsze miejsce w rankingu krajowym i sprzedała się w ponad 1 milionie egzemplarzy.

## Biografia
W swojej książce opowiada o tym, jak przez całe dzieciństwo była ofiarą nadużyć seksualnych swojego przybranego dziadka, które miały miejsce w wieku od 2 do 8 lat. Zanim stała się sławna, pracowała jako striptizerka w klubach nocnych w São Paulo. Potem jak mówi została call girl i sypiała nawet z 7 mężczyznami jednego dnia. 
Przed osiemnastym rokiem życia dwukrotnie przedawkowała narkotyki. W tym samym czasie zaczęła uczęszczać na tańce funkowe i została kochanką kilku handlarzy narkotyków w Rio de Janeiro i São Paulo, ryzykując śmiercią lub aresztowaniem. Uczęszczała na quimbandę, gdzie praktykowała rytuały czarnej magii na cmentarzach, twierdząc, że zawarła pakty z demonami, aby zdobyć więcej pieniędzy, a także zniszczyć sentymentalne i finansowe życie swoich wrogów. 

### Kariera
W 2009 roku Andressa trafiła do kliniki estetycznej, gdzie na udach i pośladkach zaaplikowała sobie 400 ml hydrożelu i PMMA, wysoce toksycznych substancji, w celu wymodelowania ciała. Te zabiegi doprowadziły ją do wielu prac jako fotomodelka. Karierę artystyczną rozpoczęła jako tancerka i modelka, mając swój pierwszy występ telewizyjny w 2011 roku w Legendaries. W 2012 roku zyskała rozgłos w mediach, dołączając do zespołu tancerzy latynoskiej piosenkarki i będąc jedną z muz Letnich Igrzysk Olimpijskich 2012. W 2012 wzięła także udział w konkursie Miss Bumbum, w którym zajęła drugie miejsce, przegrywając z Carine Felizardo.   
W latach 2012–2014 prowadziła program telewizyjny Muito Show w brazylijskiej stacji telewizyjnej RedeTV!. W 2014 roku została uznana przez hiszpańską gazetę elDiario.es za muzę Pucharu Świata (Musa da Copa 2014). W tym czasie dwukrotnie pozowała nago na okładce magazynu Sexy, oraz angażowała się w kontrowersje z piłkarzem Cristiano Ronaldo. Wystąpiła jako Królowa Bębnów podczas karnawału w São Paulo tańcząc sambę.  
W lipcu 2014 roku, zaczęła mieć codzienną gorączkę, plamy i siniaki na całym ciele. Po badaniach odkryto, że jej organizm przeszedł poważny proces zakaźny, odrzucając zastosowane produkty upiększania ciała. Po operacji została zaintubowana i przyjęta na OIOM, otrzymując coraz silniejsze dawki antybiotyków, ponieważ jej nerki uległy chwilowemu paraliżowi. Zapadła w śpiączkę, gdzie później doznała także paraliżu płuc, oraz walcząc o życie. Dodatkowo groziła jej amputacja nogi. 

### Nawrócenie
W wywiadach ujawniła, że podczas swojej drugiej śpiączki miała dwa doświadczenia bliskie śmierci, kiedy zobaczyła siebie poza ciałem, w projekcji astralnej, gdzie zobaczyła ciemne duchy, czarniejsze od ciemności, chcące ją zdobyć, które krzyczały, że jej dusza należy do nich. Twierdzi także, że następnie spotkała się z Bogiem, czując zbliżającą się wielką siłę, prosząc o przebaczenie i drugą szansę. 

### Po nawróceniu
Po nawróceniu Andressa dokonała odkrycia na temat swojego „nowego życia”, w którym jak opowiada musiała zrezygnować z wielu rzeczy, które wcześniej wydawały się jej „normalne”. Kilkakrotnie deklarowała w programach telewizyjnych i na portalach społecznościowych, że wiele razy odmawiała matce, na zaproszenia do kościoła i odrzucała „zasady” nakładane przez społeczności religijne. Po nawróceniu zrezygnowała z przyjaciół i życia seksualnego, a wywiadzie z prezenterką Lucianą Gimenez przyznała: 
„Bardzo trudno było się od nich zdystansować, ludzi których kochałam, wybierając nową ścieżkę. Na początku dużo płakałam, bo musiałam zrezygnować ze wszystkich moich przyjaciół. Masz przyjaciół, którzy mieszkają w klubach i zażywają narkotyki, ale nie ma sposobu [by dalej współżyć], ponieważ leczysz uzależnienie od kokainy”.
Gdy wróciła do zdrowia zaczęła uczęszczać do Uniwersalnego Kościoła Królestwa Bożego (UCKG), gdzie wcześniej nawróciła się jej matka. Kilka miesięcy później została ochrzczona przez zanurzenie w wodzie i usunęła trzynaście tatuaży i silikonową protezę. Od 2016 roku składała świadectwo nawrócenia i wiary na wykładach, zarówno w kościołach, jak i w więzieniach w całej Brazylii, gdzie rozdawała więźniom swoją pierwszą książkę za darmo. 
W swojej autobiografii opowiada o kontrowersyjnych epizodach ze swojego życia i jak mówi nawróciła się z kokainy, prostytucji i masochizmu. Kontrowersyjne epizody, które porusza w swojej książce obejmują: orgazm który miała z psem, jej sadomasochistyczne doświadczenia w łóżku gdy była prostytutką, fałszywy związek lesbijski który zaaranżowała, utratę dziewictwa ze swoim przyrodnim bratem i cena którą pobierała za 2 godziny seksu.
W 2019 roku wydaje swoją drugą książkę Desires da Alma w której zajmuje się walką aby wytrwać w nowo obranym kierunku i odcięcia się od starych nawyków. Założyła i prowadzi kanał na YouTube. W październiku 2020 r. zrezygnowała z członkostwa w kościele UCKG, mimo to dalej uczęszczała na zebrania. 
Pod koniec lutego 2021 roku modelka postanowiła pozwać Kościół Uniwersalny o zwrot kwoty, którą przekazała (głównie z dziesięciny i sprzedaży książek) na rzecz instytucji w czasie gdy była wierna. Następnie oświadczyła, że czuła się bardziej wykorzystywana w kościele niż w prostytucji, i poszła z jednej skrajności w drugą, ale jej wiara pozostaje niezachwiana i znalazła równowagę. Jak mówi oddała ponad półtora miliona reali, na rzecz tej instytucji religijnej, która kazała jej wierzyć, że „musi wszystko oddać Bogu”.
We wrześniu 2021 miała myśli samobójcze i spędziła osiem dni w klinice psychiatrycznej, lecząc swoje zaburzenia i zadeklarowała nawet, że wróci do prostytucji. Modelka napisała w tekście opublikowanym na Instagramie, że ma problemy z radzeniem sobie z gniewem i jej konflikty z kościołem zaostrzyły objawy zaburzeń psychicznych typu borderline. Przyczyniły się do tego też problemy małżeńskie i finansowe.
We wrześniu 2021 wznowiła małżeństwo z Thiago Lopesem. 11 lutego 2022 urodziła drugiego syna. Pierwszego syna urodziła w 2006 roku, po związku z Tiago Costą. Para rozeszła się w 2008 roku. 
Od pewnego czasu uczęszcza do Kościoła Baptystów w Lajeado, a na Facebooku deklaruje wyznanie ewangeliczne i dzieli się swoją wiarą. W sierpniu 2022 ogłosiła, że porzuca karierę modelki, argumentując, że nawrócenie przeobraziło jej osobowość i nie odnajduje się już w tym zawodzie.